# Parthenium argentatum
Parthenium argentatum (narodni naziv guayule), pustinjski grm koji sadrži kaučuk, pripada porodici Asteraceae, porijeklom iz sjeverno-središnjeg platoa Meksika i područja Big Benda u Teksasu. Ima male bijele cvjetove i uske srebrnaste listove koji se izmjenjuju duž stabljike. Vjeruje se da su pretpovijesni Indijanci dobivali gumu žvakanjem kore biljke. Suvremena metoda je strojna maceracija grma.
Kaučuk se ekstrahirao u Meksiku iz samoniklih biljaka tijekom ranog 20. stoljeća, a tijekom Drugog svjetskog rata poduzeti su snažni napori da se uzgoji “guayule” na jugozapadu Sjedinjenih Država. Komercijalna proizvodnja gume guayule prestala je ubrzo nakon završetka rata, ali je Meksiko nastavio raditi na njezinu razvoju, a istraživački zasadi nastavljeni su u Španjolskoj, Turskoj i Sjedinjenim Državama.

## Vanjske poveznice
|  | Zajednički poslužitelj ima stranicu o temi Parthenium argentatum    |
|  | Zajednički poslužitelj ima još gradiva o temi Parthenium argentatum |
|  | Wikivrste imaju podatke o taksonu Parthenium argentatum             |